# 贝弗利·希尔斯

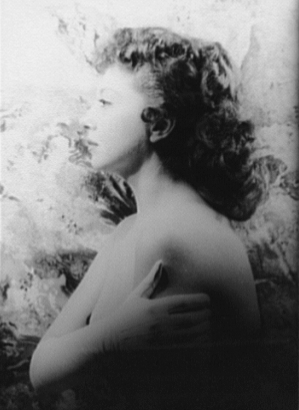
贝弗利·希尔斯

贝弗利·希尔斯（Beverly Sills，1929年5月25日—2007年7月2日），美国女高音歌唱家。
希尔斯出生于纽约市布鲁克林的一个东欧犹太移民家庭，原名Belle Miriam Silverman，她自小即可以熟练使用意第绪语、俄语、罗马尼亚语、法语和英语。1933年，希尔斯在4岁时即登台表演，1936年，她开始使用贝弗利·希尔斯作为艺名。1945年，她开始职业演唱生涯。
1955年，她在纽约市立歌剧院登台，扮演小约翰·施特劳斯的轻歌剧《蝙蝠》中的女主角罗萨琳德，深受好评。次年她结婚，婚后移居克利夫兰。1966年，纽约市立歌剧院将亨德尔并不著名的歌剧《裘利奥·凯撒》重新搬上舞台，希尔斯出演克利奥佩特拉，一举成名。其后，她又亮相于ABC的谈话类节目中，并出任主持人，风靡一时，成为美国文化偶像。
1980年，希尔斯从舞台上退休，其后她担任纽约市立歌剧院董事直到1991年。1994年至2002年，她担任林肯中心主席，之后担任大都会歌剧院主席。
2007年7月2日，希尔斯因肺癌辞世，享年78岁。